# Mighty! Pang
Pour les articles homonymes, voir Pang (homonymie).
Mighty! Pang est un jeu vidéo d'action-réflexion développé et édité par Mitchell en 2000 sur CP System II. C'est le 4e volet de la série Pang,.

## Description
Uniquement sorti au Japon, ce dernier volet de la série reprend des éléments des précédents opus sans vraiment innover. Le garçon à la casquette est de retour, il n'y a plus de choix de personnages comme dans Pang! 3. Par contre, nombreux éléments de Pang! 3 sont repris, par exemple, le sol de glace qui fait glisser, les chiens qui mordent, les « bulles-bombes » ou les blocs se détruisant en chaîne.

## Système de jeu
Le principe de jeu demeure identique à Pang. Le joueur dirige un personnage qui peut se déplacer à droite ou à gauche (et monter aux échelles dans certains niveaux), et tirer un grappin vers le haut. Des boules rebondissent et lorsque le joueur tire sur l'une d'entre elles elle se divise en deux boules, qui elles-mêmes se diviseront… Plus les boules sont divisées (et donc petites) et moins elles rebondissent haut : le joueur devra donc s'adapter aux timings correspondants aux diverses tailles de boules à l'écran. Le joueur doit éviter le contact avec les boules sous peine de perdre une vie.
Le mode « Tour du monde » fait voyager le joueur à travers différentes régions du globe (comme dans Pang et Super Pang). Chaque tableau présente en toile de fond une image touristique du lieu traversé. Le mode « Expert mode », propose des tableaux plus difficiles et le mode « Panic mode » propose de crever des bulles dans un décor vide.